# 學習曲線
学习曲线是对某种活动或工具的学习速率（平均情况）的图形化表示。一般来说，刚开始时掌握信息的速率曲线最为陡峭，之后则逐渐变得平缓，这表明之后的学习过程中对新資訊的掌握速率会越来越慢。
学习曲线也表示刚开始学习某件东西的困难程度，以及在初步掌握之后还能学到多少更高阶的知识。举个例子，Windows下的记事本很容易就能学会如何使用，但是在学会基本的使用方法后就学不到更多的东西了。而另一个极端的例子就是UNIX下的命令行文本编辑器Vim，Vim学起来难度很大，但是它提供了十分丰富的功能，使得使用者有更大的学习空间。要学会某样东西可能很简单，而要熟练地掌握它则往往是比较困难的。